# Hampton (Georgia)
Hampton – miasto w Stanach Zjednoczonych, w stanie Georgia, w hrabstwie Henry.